# Hugo Huttunen
Hugo Hjalmar Huttunen, född 27 mars 1900 i Helsingfors, död 16 augusti 1958, var en finländsk violinist och konsertmästare.
Huttunen var son till stenarbetaren Otto Wilhelm Huttunen och Wilhelmiina Laitinen. Efter musikstudier vid Helsingfors musikinstitut blev han andre violinist vid Sibelius-kvartetten 1927, andre konsertmästare vid Yleradion 1929 och blev Director musices 1951. Han gjorde flera konsertresor och framförde kammarmusik i Skandinavien och Centraleuropa.
1929 gjorde Huttunen två skivinspelningar tillsammans med pianisten Ernst Linko. Huttunen var sedan 1929 gift med Aili Lemmikki Luoto, med vilken han hade ett barn. Huttunen är gravsatt på Malms begravningsplats i Helsingfors.